# Dicyrtomina minuta
Dicyrtomina minuta är en urinsektsart som först beskrevs av Fabricius 1783.  Dicyrtomina minuta ingår i släktet Dicyrtomina och familjen Dicyrtomidae. Arten är reproducerande i Sverige. Inga underarter finns listade i Catalogue of Life.